# Honda Tadamasa
Honda Tadamasa (本多 忠政?; 1575 – 6 settembre 1631) è stato un daimyō giapponese del periodo Edo, capo del clan Honda.

## Biografia
Tadamasa fu il figlio maggiore di Honda Tadakatsu. La prima battaglia a cui prese parte fu durante l'assedio di Odawara nel 1590; combatté anche nella battaglia di Sekigahara nel 1600. Dopo il ritiro del padre nel 1609, divenne capo del clan Honda e signore della seconda generazione del dominio di Kuwana. Diversi anni dopo prese parte all'assedio di Osaka e ricevette come ricompensa il dominio Himeji, che valeva 150.000 koku.
La moglie di Tadamasa era Kuma-hime, figlia del figlio maggiore di Tokugawa Ieyasu, Matsudaira Nobuyasu. Il loro primogenito, Honda Tadatoki (futuro marito della figlia di Tokugawa Hidetada, Senhime), era in linea per ereditare il dominio Himeji. Tuttavia, quando Tadatoki morì nel 1626, a 31 anni, il dominio passò al fratello minore, Honda Masatomo.